# Vieille brasserie (Kőbánya)
La vieille brasserie (en hongrois : régi sörgyár) est un monument industriel situé dans le 10e arrondissement de Budapest. 